# Chapel of Love
Singles de The Dixie Cups
People Say
(1964)
Chapel of Love est une chanson du girl group noir américain Dixie Cups.
La chanson a été écrite par Jeff Barry et Ellie Greenwich, avec une certaine contribution de Phil Spector, qui voulait que ce soit un single des Crystals. Il l'a donc enregistrée avec Blossoms (avec l'intention de la sortir sous le nom des Crystals), mais n'a pas aimé le résultat. Ensuite il l'a enregistrée avec les Ronettes, mais, une fois de plus, n'a pas aimé le résultat. Donc en fin de compte, Greenwich et Barry ont proposé la chanson aux producteurs Jerry Leiber et Mike Stoller, qui l'ont enregistrée avec les Dixie Cups.
Publiée en single (sous le label Red Bird Records) en juin 1964, la chanson des Dixie Cups a atteint la 1re place du Hot 100 du magazine musical américain Billboard, passant en tout 13 semaines dans le chart. La chanson sera aussi incluse dans le premier album studio des Dixie Cups, Chapel of Love, qui sortira en août de la même année.
En 2004, Rolling Stone a classé cette chanson, dans la version originale des Dixie Cups, 279e sur sa liste des « 500 plus grandes chansons de tous les temps » (en 2010, le magazine rock américain a mis à jour sa liste, maintenant la chanson est 284e). Elle est également sélectionnée par le Rock and Roll Hall of Fame, en 1995, comme l'une des « 500 chansons qui ont façonné le rock 'n' roll ».

## Version des Beach Boys
La chanson a été notamment reprise par les Beach Boys sur leur album 15 Big Ones, sorti en 1976.

## Dans la culture populaire
La chanson est présente dans les films Full Metal Jacket (1987), Le père de la Mariée (1991), Quatre mariages et un enterrement (1994), Legend (2015) et Bienvenue à Marwen (2018).